# ولبی فن هورن
ولبی فن هورن (انگلیسی: Welby Van Horn؛ زاده ۸ سپتامبر ۱۹۲۰) یک تنیس‌باز اهل ایالات متحده آمریکا بود.